# Sânger (okręg Marusza)
Sânger – wieś w Rumunii, w okręgu Marusza, w gminie Sânger. W 2011 roku liczyła 1413 mieszkańców.